# Crassiclitellata
Crassiclitellata zijn een orde van de ringwormen.

## Taxonomie
De volgende taxa zijn bij de orde ingedeeld:
- Familie Tumakidae Righi, 1995
- Onderorde Lumbricina
- Onderorde Megascolecida

### Nomen dubium
- Familie Typhaeidae Benham, 1890